# Bulbophyllum crispatisepalum
Bulbophyllum crispatisepalum là một loài phong lan thuộc chi Bulbophyllum.